# Malco
Malco é um personagem secundário no Novo Testamento da Bíblia, mencionado em João 18:10 como o servo do sumo sacerdote Caifás que havia sido golpeado na orelha por Simão Pedro durante a prisão de Jesus no Getsêmani.
De acordo com os evangelhos, quando Jesus estava para ser preso, o apóstolo Simão Pedro puxou a espada e feriu o servo de Caifás que estava entre os soldados. No entanto, Jesus repreendeu ao seu discípulo, curou a orelha de Malco e, voluntariamente, entregou-se aos soldados sendo então conduzido à casa do sumo sacerdote para ser interrogado.